# Jauring
Jauring ist eine Ortschaft und eine Katastralgemeinde der Gemeinde Aflenz im Bezirk Bruck-Mürzzuschlag in der Steiermark.
Jauring befindet sich nordöstlich von Aflenz zwischen Aflenz und Dörflach.

## Geschichte
Das früheste Schriftzeugnis ist von 1363 und lautet „Jaurnichk“. Der Name geht auf slowenisch javor (Ahorn) zurück.

### Siedlungsentwicklung
Zum Jahreswechsel 1979/1980 befanden sich in der Katastralgemeinde Jauring insgesamt 106 Bauflächen mit 29.598 m² und 120 Gärten auf 70.742 m², 1989/1990 gab es 108 Bauflächen. 1999/2000 war die Zahl der Bauflächen auf 418 angewachsen und 2009/2010 bestanden 200 Gebäude auf 433 Bauflächen.

## Bauwerke
Etwas außerhalb ist mit gemauerten Bildstöcken ein Kreuzweg zur Kalvarienbergkapelle angelegt, die mit schmiedeeisernen Gitter versehen ist und im Inneren eine barocke Kreuzgruppe beherbergt. Die Anlage steht unter Denkmalschutz (Listeneintrag).

## Bodennutzung
Die Katastralgemeinde ist forstwirtschaftlich geprägt. 140 Hektar wurden zum Jahreswechsel 1979/1980 landwirtschaftlich genutzt und 549 Hektar waren forstwirtschaftlich geführte Waldflächen. 1999/2000 wurde auf 105 Hektar Landwirtschaft betrieben und 592 Hektar waren als forstwirtschaftlich genutzte Flächen ausgewiesen. Ende 2018 waren 86 Hektar als landwirtschaftliche Flächen genutzt und Forstwirtschaft wurde auf 585 Hektar betrieben. Die durchschnittliche Bodenklimazahl von Jauring beträgt 27,5 (Stand 2010).

## Persönlichkeiten
- Büchsenmacher Rosl (1858–1933), Grimassenschneiderin, wohnte zuletzt in Jauring